# そよら武蔵狭山
そよら武蔵狭山（そよらむさしさやま）は、埼玉県狭山市入間川に所在し、イオンリテールが運営するショッピングセンター。核店舗はイオンスタイル武蔵狭山。
本記事ではかつて同地で営業していたイオン武蔵狭山店（閉店当時、変遷は後述）、および同市内の上奥富に所在するイオンリテール運営の総合スーパー・イオンスタイル狭山についても併せて記載する。

## 概要
イオンリテールが2020年（令和2年）以降展開している都市型ショッピングセンター「そよら」としては埼玉県初出店となる施設であり、関東地方ではそよら湘南茅ヶ崎（神奈川県茅ヶ崎市）に次ぐ2ヶ所目となる。同じく旧サティ店舗を改築したそよら東岸和田（大阪府岸和田市）との同時開業となった。
当施設はニチイ（後のマイカル）が1979年（昭和54年）11月30日に「ニチイ狭山店」として開業したのが始まりである。当時の建物は鉄筋コンクリート造地上4階建て、敷地面積約17,610m2、延べ床面積約20,990m2、店舗面積約16,163m2（直営店舗面積約8,890m2）であった。
1995年（平成7年）10月7日に生活百貨店「サティ」ブランドへと業態転換し、「狭山サティ」としてリニューアルされ、食品売り場を拡大する等の改装が行われた。
マイカルが経営破綻し、イオングループの傘下となってからも営業を続けていたが、2011年（平成23年）3月1日にマイカルがイオンリテールに吸収合併した事に伴い、「イオン武蔵狭山店」へと改称。当店舗から国道16号沿いの北東約900mの位置で営業していたカルフール狭山（2024年現在の「イオンスタイル狭山」）が既に「イオン狭山店」へと屋号変更していたため、屋号に加えて店名も変更する事になった。
開業から40年が経過し、建物の老朽化が進んだことから、2020年（令和2年）2月29日を以て建て替えのために一度閉店する事になる。
建て替え後の建物は地上2階建て（2階の一部が屋上駐車場）であり、小商圏の多頻度来店型店舗を志向し、日常生活における利用頻度の高い店舗に特化した構成としている。核店舗の「イオンスタイル武蔵狭山」は食品・日用品・デイリー衣料を主体とし、シニア向けの品ぞろえを重視している。
また、近隣に航空自衛隊入間基地がある事にちなみ、同基地の名物とされる「狭山茶空揚げ（さやまちゃからあげ）」を販売する。狭山茶空揚げの販売は、当施設の他にイオンスタイル入間（埼玉県入間市）でも行われる。

## フロア構成

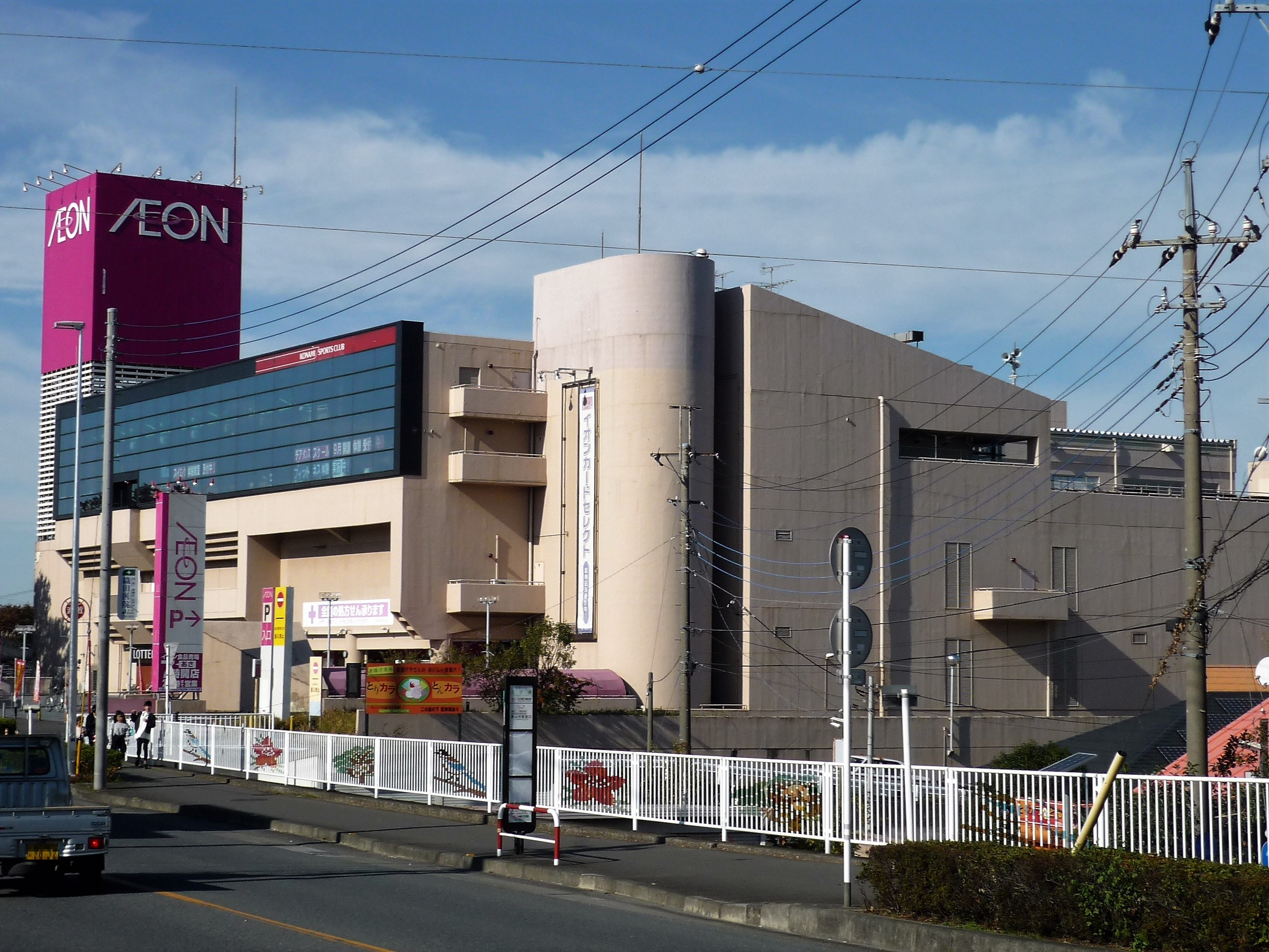
イオン武蔵狭山店時代の外見

| 階 | フロア概要             |
| -- | ---------------------- |
| 2F | 専門店・駐車場         |
| 1F | イオンスタイル・専門店 |

### イオン武蔵狭山店時代のフロア構成
| 階  | フロア概要                                 |
| --- | ------------------------------------------ |
| 4階 | コナミスポーツクラブ狭山                   |
| 3階 | 紳士ファッションと暮らしのフロア           |
| 2階 | 婦人ファッションと肌着・子供のフロア       |
| 1階 | 食品と美容・健康・美容・日用雑貨品のフロア |

## テナント
詳細は公式サイトのショップリストを参照。

## イオンスタイル狭山
カルフールの日本における4号店・「カルフール狭山」として2002年（平成14年）10月16日に開設された店舗である。
建物は地上3階建てで、開業当初より直営売場を2階に置き、1階には専門店が入居していた。3階と屋上には立体駐車場が設けられている。
当初はCarrefour S.A.の日本法人であるカルフール・ジャパン株式会社が運営していたが、2005年（平成17年）3月10日にCarrefour S.A.がイオン株式会社に売却し、日本撤退及びイオンへの店舗譲渡が行われ、カルフール・ジャパン株式会社がイオンマルシェ株式会社に社名変更した。運営主体変更後も5年間「カルフール」の屋号は維持されていた。
2010年（平成22年）3月9日をもって、Carrefour S.A.との店舗名称使用ライセンス契約が期間満了により終了したため、3月10日より「イオン狭山店」に名称変更した。その後、同年12月1日にイオンマルシェのイオンリテールへの合併が行われたため、イオンリテールが運営している。
この経緯により、狭山市の約1km圏内にイオンリテールが運営する「イオン」名義の総合スーパーが2店舗併存する事となり、2016年（平成28年）9月には棲み分けを目的とした大規模改装が実施され、イオン武蔵狭山店を衣食住フルラインで扱う総合スーパー、イオン狭山店を専門店50店舗を有するショッピングセンターとして新たなスタートを切った。この体制は2020年（令和2年）のイオン武蔵狭山店の閉店まで続いた。
2020年（令和2年）3月には、旧イオン武蔵狭山店の閉店に伴い、キッズリパブリック売場を新設（スポーツオーソリティ跡地）。新規にゲーム・おもちゃ・ベビー用品などの取扱を開始した。また、SELF+SERVICE（衣料品）、もみじ、タカギフーズなど一部武蔵狭山店のテナントを引き継いでリニューアルを実施した。
2022年（令和4年）12月末には、イオン狭山店専門店街の営業を終了し、未来屋書店、TGC（眼鏡）などイオンマルシェ時代からの専門店も退店を余儀なくされることとなった。その後2023年（令和5年）2月にかけて直営衣料品売場の廃止、ゲーム・おもちゃの取扱終了、モーリーファンタジーの休業などが行われた。
2023年（令和5年）3月1日からはイオン狭山店の建物の運営をヤマダデンキに移管。食品売場・キッズリパブリック・サイクル売場等はテナントとして残り営業を継続。このとき食品売場の改装が行われた。またキッズリパブリックの売場は旧インナーカジュアル売場、旧化粧品売場、旧サービスカウンター、旧不二家が展開されていた場所に移設され、新たに文具やファンシー商品の取扱いを行うようになった。翌3月2日からはスマホレジ「レジゴー」が導入されている。
そよら武蔵狭山の開業に先駆け、2023年（令和5年）6月23日に店舗の大部分（1階の全フロアと2階の一部）に「ヤマダデンキ Tecc LIFE SELECT 狭山店」が開業。同時に、イオン狭山店は「イオンスタイル狭山」に改称された。Tecc LIFE SELECT業態がイオン店舗の建物に居抜き出店し、反対にイオン側がテナントとして営業継続する形態は、同じく旧カルフール店舗であったイオン尼崎店（兵庫県尼崎市）の建物を改装して出店したTecc LIFE SELECT尼崎店についで2例目となる。改装に伴い、モーリーファンタジー、タカギフーズ及びイオンバイクと一部のクリニック等サービス店舗を除く専門店は2023年（令和5年）1月末までに全て退店した。さらに、そよら武蔵狭山開業と同時にイオン薬局が再度武蔵狭山店へ移設され、狭山店から調剤薬局が撤退することとなった。
これにより、そよら武蔵狭山（イオンスタイル武蔵狭山）は「シニア向け」、Tecc LIFE SELECT狭山店（イオンスタイル狭山）は「ファミリー向け」として棲み分けし、両店舗の共存を図ることになった。

### フロア構成
| 階  | フロア概要                                            |
| --- | ----------------------------------------------------- |
| R階 | 屋上駐車場                                            |
| 3階 | 立体駐車場                                            |
| 2階 | イオンスタイル・ヤマダデンキ Tecc LIFE SELECT・専門店 |
| 1階 | ヤマダデンキ Tecc LIFE SELECT                         |

## 周辺
- 狭山市民会館
- 狭山商工会議所
- 埼玉石心会病院
- 狭山八幡神社
- コナミスポーツ テニススクール
- オートバックス 狭山店

## アクセス
- 西武鉄道新宿線「狭山市駅」から徒歩9分
- 西武鉄道池袋線「稲荷山公園駅」から徒歩26分
- 西武鉄道池袋線「入間市駅」から徒歩34分
- 首都圏中央連絡自動車道「狭山日高インターチェンジ」から車で約12分